# کیلی برایانت
کیلی برایانت (به انگلیسی: Kaylee Bryant) (زاده ۱ نوامبر ۱۹۹۷) بازیگر آمریکایی است که بیشتر به خاطر بازی در نقش جوزی سالتزمن در سریال تلویزیونی میراث شناخته می‌شود.

## زندگی شخصی
کیلی برایانت (با نام اصلی کیلی کانشیرو) فرزند گرت کانشیرو و کریستینا کانشیرو است و یک برادر کوچکتر به نام کین کانشیرو داشته و اصل و نسب ژاپنی دارد و اکنون در ایالت فلوریدا، زندگی می‌کند.
کیلی، وقتی تنها هفت سال داشت، به عنوان یک مدل کودک برای رالف لورن کار خود را آغاز کرد و وقتی که تقریباً هشت ساله بود، بازیگری خود را شروع کرد و از فیلم‌های دیزنی برای اجراهای خود الهام می‌گرفت. او در سن ۱۲ سالگی اولین کار خود در یک قسمت از فیلم تلویزیونی کانال دیزنی را بدست آورد که فرصتی برای یادگیری عالی فراهم کرد. در سالهای بعد، او نقش کوتاهی در "داستان ترسناک آمریکایی" انجام داد، در سال ۲۰۱۴، او اولین فیلم خود را در نقش مری سولیس در فیلم هیجان انگیز "Mary Loss of Soul" معرفی کرد و وقتی در نقش جوزی سالتزمن در سریال ماورا طبیعی درام "میراث" در سال ۲۰۱۸ بازی کرد، نقش رویاهای خود را به دست آورد.

## علایق
- او از طرفداران کری مولیگان، آلیسیا ویکاندر و میشل ویلیامز است.[۴]
- او مدت‌ها قبل از ایفای نقش در سریال میراث، از طرفداران خاطرات خون‌آشام بوده‌است.
- او دو سگ حیوان خانگی به نام‌های بارت و بوفی دارد و دوست دارد با آنها پیاده‌روی کند.
- او به خوانندگی علاقه دارد و ویولنسل هم می‌نوازد.[۵]

## فیلم‌ها
- رژیم غذایی سانتا کلاریتا ۲ قسمت
- داستان ترسناک آمریکایی۱ قسمت
- مدرسه نوابغ ۱ قسمت
- ذهن‌های مجرم۱ قسمت
- در جستجوی زندگی ۲ قسمت
- میراث تمام قسمت‌ها